# هان جي-هو
هان جي-هو (هانغل: 한지호) هو لاعب كرة قدم كوري جنوبي في مركز الهجوم، ولد في 15 ديسمبر 1988 في كوريا الجنوبية. لعب مع نادي بوسان أي بارك.

## وصلات خارجية
- هان جي-هو على موقع دوري كوريا الجنوبية (الإنجليزية)
- هان جي-هو على موقع قاعدة بيانات كرة القدم.إي يو (الإنجليزية)